# Cycas lingshuigensis
Cycas lingshuigensis là một loài thực vật hạt trần trong họ Cycadaceae. Loài này được G.A.Fu mô tả khoa học đầu tiên năm 2004.